# Kōsuke Yatsuda
Kōsuke Yatsuda (japanisch 八田 康介 Yatsuda Kōsuke; * 17. März 1982 in der Präfektur Fukuoka) ist ein ehemaliger japanischer Fußballspieler.

## Karriere
Yatsuda erlernte das Fußballspielen in der Schulmannschaft der Yanagawa High School. Seinen ersten Vertrag unterschrieb er 2000 bei den Sanfrecce Hiroshima. Der Verein spielte in der höchsten Liga des Landes, der J1 League. Am Ende der Saison 2002 stieg der Verein in die J2 League ab. 2003 wurde er mit dem Verein Vizemeister der J2 League und stieg in die J1 League auf. Für den Verein absolvierte er 37 Ligaspiele. 2005 wurde er an den Zweitligisten Sagan Tosu ausgeliehen. Für den Verein absolvierte er 29 Ligaspiele. 2006 kehrte er zu Sanfrecce Hiroshima zurück. 2007 wechselte er zum Ligakonkurrenten FC Tokyo. 2008 wechselte er zum Zweitligisten Yokohama FC. Für den Verein absolvierte er 56 Ligaspiele. Danach spielte er bei den Tokushima Vortis (2010), SC Sagamihara (2011) und Avispa Fukuoka (2012). Ende 2012 beendete er seine Karriere als Fußballspieler.